# Què és la propietat?
Què és la propietat? Investigació sobre el principi del dret i del govern és el títol d'un llibre de l'anarquista francès Pierre-Joseph Proudhon editat l'any 1840.
És en aquest llibre on apareix la cita més cèlebre de Proudhon: «la propietat és un robatori» (en francès la propriété, c'est le vol!), i altres menys conegudes com «la propietat és impossible».

## Propietat

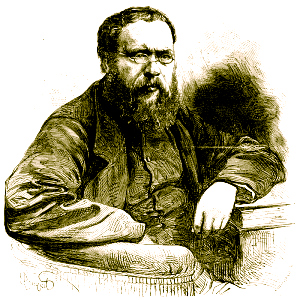
Pierre-Joseph Proudhon

Proudhon afirmava que la concepció habitual de la propietat combina dos components diferents que, una vegada identificats, mostrarien la diferència entre la propietat com una forma de tirania i la propietat usada per protegir la llibertat. Va argumentar que el resultat del treball de l'individu, aquell en el qual s'ocupa amb regularitat, genera una forma legítima de propietat. Però es va oposar al fet que la terra no ocupada fos concebuda com una forma de propietat legítima, acceptant solament una forma de «possessió» sobre la terra en virtut de la seva real ocupació o treball. Per extensió, atès que només la terra treballada o ocupada és una forma de propietat legítima, va posar també en qüestió institucions socials com l'interès dels préstecs o la renda del lloguer.
Alguns anarquistes antics empraren els termes de «possessió» i «propietat» per distingir el que Proudhon entenia com a propietat privada del producte del treball d'una banda, i la propietat de la terra d'una altra. En aquest sentit, la propietat privada es referiria a la propietat sobre la terra erma, mentre que la propietat personal seria el producte del treball efectivament realitzat per l'individu o sobre les mercaderies. Aquesta diferenciació és un component important en la crítica mutualista del capitalisme estatal.
La propietat es divideix en bé comú i bé individual.

## Anarquisme
Aquest és el primer text de l'edat contemporània on algú s'autodenomina anarquista en un sentit positiu. Vegeu el següent diàleg que apareix en el capítol V del llibre: 
| «                             | —¿Quina forma de govern és preferible? —I encara ho pregunteu? —contestarà immediatament qualsevol dels meus joves lectors. —No sou republicà? —Republicà en soc, en efecte, però aquesta paraula no precisa res. Res publica és la cosa pública, i per això qui estimi la cosa pública, sota qualsevol forma de govern, pot dir-se republicà. Els reis són també republicans. —Sou llavors demòcrata? —No —Potser sou monàrquic? —No —Constitucionalista? —Déu me'n lliuri —Aristòcrata? —Tot menys això —Voleu, doncs, un govern mixt? —No pas —Què sou llavors? —Soc anarquista. | » |
| — Què es la propietat? cap. V | |   |